# Crassula aphylla
Crassula aphylla är en fetbladsväxtart som beskrevs av Schönl. och Baker f.. Crassula aphylla ingår i släktet krassulor, och familjen fetbladsväxter. Inga underarter finns listade i Catalogue of Life.